# Gerhard Neumann (Schriftsteller)
Gerhard Neumann, Pseudonym A. G. Petermann (* 2. Februar 1930 in Köthen; † 24. September 2002 in Halle) war ein deutscher Theaterwissenschaftler, -intendant, -regisseur sowie Schriftsteller. Bekannt wurde er durch seine Kriminalromane.

## Leben
Nach dem Abitur ging er 1948 nach Magdeburg. Gerhard Neumann absolvierte eine Ausbildung als Schauspieler und war diplomierter Theaterwissenschaftler. Als Intendant des Stassfurter Theaters inszenierte er 1952 die eigene Molière-Übersetzung George Dandin.
Später ging er als Drehbuchschreiber zur DEFA. Zusammen mit Hans-Albert Pederzani schrieb er das Drehbuch für Die Premiere fällt aus (75 Min, 1959). Bereits 1956 hatte er das Drehbuch für Treffpunkt Aimée verfasst.
1986 und 1988 wurde er mit dem Händelpreis des Bezirkes Halle ausgezeichnet.

## Auszeichnungen
- 2002: Glauser Ehrenpreis

## Werke
- 1952 George Dandin (Le mari confondu), Komödie in 3 Akten von Jean Baptiste Molière, für die deutsche Bühne übertragen und eingerichtet von Gerhard Neumann; Henschelverlag
- 1957 Die Premiere fällt aus (mit Hans-Albert Pederzani und Heiner Rank unter dem Gemeinschaftspseudonym A. G. Petermann)
- 1958 Mord auf dem Flugplatz (mit Hans-Albert Pederzani und Heiner Rank unter dem Gemeinschaftspseudonym A. G. Petermann)
- 1958 Spuk in der Villa Sonnenschein (mit Hans-Albert Pederzani und Heiner Rank unter dem Gemeinschaftspseudonym A. G. Petermann)
- 1959 Meineid auf Ehrenwort (mit Hans-Albert Pederzani und Heiner Rank unter dem Gemeinschaftspseudonym A. G. Petermann)
- 1959 Die Hunde bellen nicht mehr (mit Hans-Albert Pederzani und Heiner Rank unter dem Gemeinschaftspseudonym A. G. Petermann)
- 1960 Der grüne Stern (mit Heiner Rank unter dem Gemeinschaftspseudonym Heiner Heindorf)
- 1961 Museumsraub in Kairo (mit Heiner Rank unter dem Gemeinschaftspseudonym Heiner Heindorf)
- 1961 Export (mit Heiner Rank)
- 1962 Falschgeld (mit Heiner Rank)
- 1979 Die reussische Gemme, Mitteldeutscher Verlag, OA
- 1980 Waterloo, Mitteldeutscher Verlag, Halle/DDR, OA
- 1984 Ich kannte Carabas (Roman) Mitteldeutscher Verlag
- 1986 Koppenreuter kommt nicht (Erzählung), Mitteldeutscher Verlag
- 1988 Die Vermummten, Mitteldeutscher Verlag, OA
- 1990 Abgesang, Mitteldeutscher Verlag, OA
- 1991 (als Hanns H. Petermann) Feuerspuren, Berlin: Reiher (Reiher Crime 2) OA
- 1995 Ritter, Tod und Teufel: Kriminalerzählungen, Halle/Saale: JUCO (Bunte Erzähl-Reihe)
- 1996 Gerhard Neumann – es muß nicht immer Mord sein
- 1996 Polnisches Gold (DIE 193)
- 1997 Mord total, DIE 208
- 1999 Die allerletzte Fahrt des Admirals (Kettenroman, gem. mit Jürgen Alberts, Jürgen Ebertowski, Jan Eik, Dorothea Kleine, -ky, Wolfgang Kienast, Gerhard Neumann, Tom Wittgen und Gabriele Wolff) Ullstein 24379, OA
- 2001 Abgesang, presto, Halle: projekte verlag
- 2002 Vorkommnisse: Notate aus siebzig Jahren (sowie ein Anhang) Halle: projekte verlag 188,

## Filmografie
- 1955: Rauschende Melodien
- 1955: Der Ochse von Kulm
- 1956: Junges Gemüse
- 1956: Der Richter von Zalamea
- 1956: Treffpunkt Aimée
- 1957: Spur in die Nacht
- 1958: Emilia Galotti
- 1959: Alles aus Liebe
- 1959: Musterknaben – Idee zum Film[1]
- 1959: Die Premiere fällt aus
- 1960: Einer von uns

## Hörspiele
- 1955: Premiere fällt aus (mit Hans-Albert Pederzani und Heiner Rank unter dem Gemeinschaftspseudonym A. G. Petermann)
- 1957: Die Hunde bellen nicht mehr (mit Hans-Albert Pederzani und Heiner Rank unter dem Gemeinschaftspseudonym A. G. Petermann)
- 1959: Wasser bis zum Halse (mit Hans-Albert Pederzani und Heiner Rank unter dem Gemeinschaftspseudonym A. G. Petermann)